# Полоцький Верхній замок

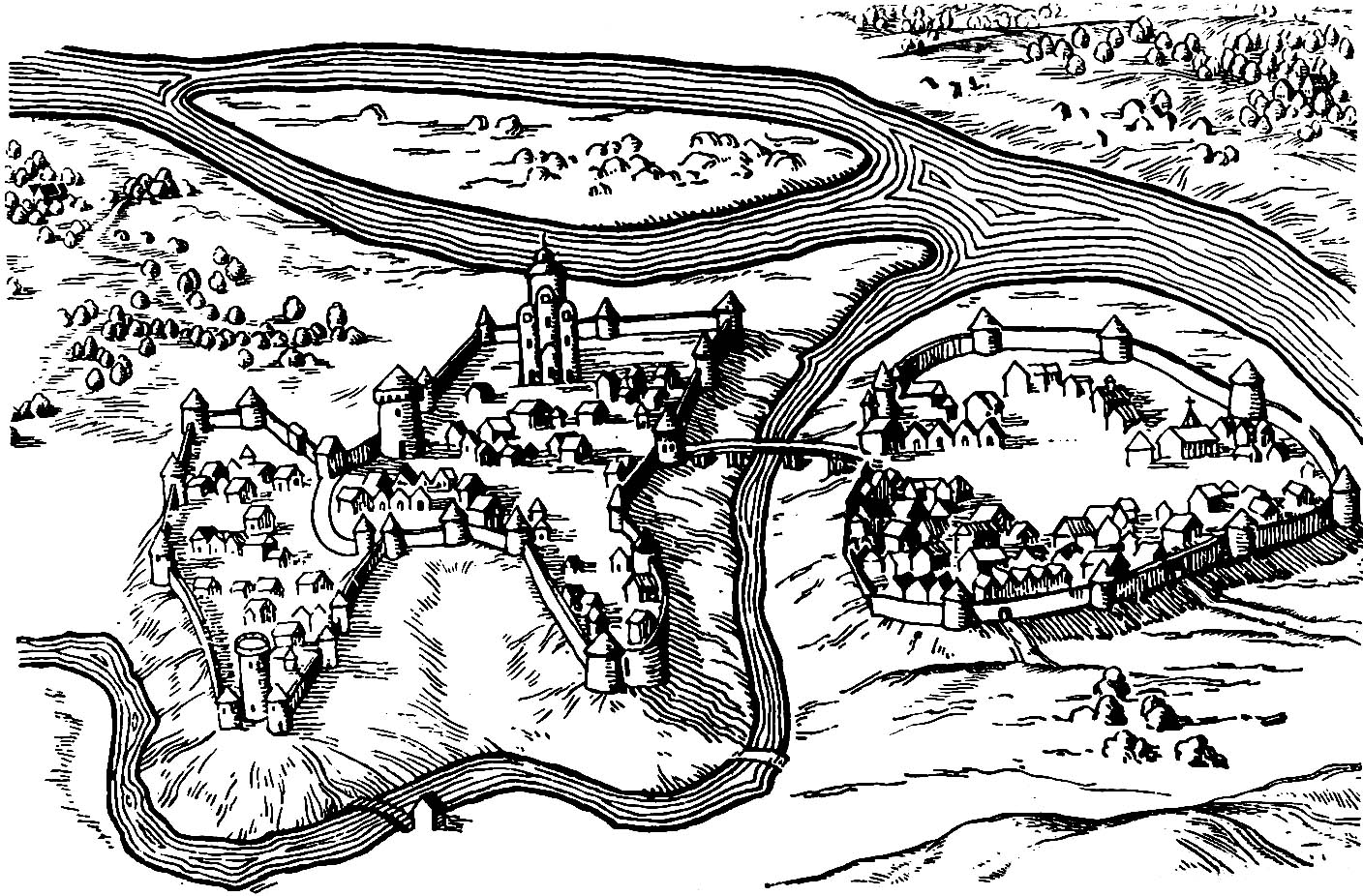
Замки Полоцька у XVI столітті. Верхній замок посередині

Полоцький Верхній замок (білорус. Полацкі Верхні замак) — фортифікаційне укріплення у центрі міста Полоцьк (Білорусь) при впадінні річки Палата у Західну Двіну на правому березі останньої. Займав площу 9,44 га.

## Історія
Полоцький Верхній замок із середини XI по XVIII століття відігравав роль адміністративного та культурного центру Полоцька. Тут у ХІ столітті звели Софійський собор, у якому була резиденція єпископів; тут полоцький князь провадив свою діяльність. У часи входження Полоцька до складу Великого князівства Литовського у Верхньому замку проживали великокнязівські намісники (у 1392—1504 рр.) та воєвода (з 1504 року). Найпотужніший культурний шар замку — 5 метрів, що свідчить про довгий час формування території Верхнього замку. Згідно з археологічними дослідженнями, колись на території замку проживали і княжі бояри, і ремісники та торговці. Після появи у Полоцьку ратуші Верхній замок втратив своє значення.

## Фортифікація та планування
Найдавніший вал Полоцького Верхнього замку датується ХІ століттям. Згідно з даними за 1552 рік, у замку були 9 веж, розташованих по краях. 6 веж були розташовані парами, одна з веж у кожній парі була брамою.
Згідно з результатами досліджень культурного шару Верхнього замку під керівництвом Г. В. Штихова, у східній частині Верхнього замку з другої половини XIII ст. в будівлі було стійке планування. Розкопані будівлі були частиною господарських комплексів — огороджених господарських дворів (ремісничих майстерень). Вони належали ремісникам (під час розкопок були знайдені будівлі ювеліра та швеця). Двір, як правило, вимощували деревом, біля бруківки прокладали дренаж.
Двір воєводи знаходився в північно-західній частині Верхнього замку (територія сучасної міської лікарні). Згідно з ревізією 1552 р., у двір воєводи входило шість житлових будинків, пивна (льох) із сховищем під нею, кухня та пекарня, стайня, лазня та королівська клітка біля замкової брами. Будинки в підвалі були дво- або трикамерними будівлями. Шостий будинок знаходився «у стіні замку» і, ймовірно, був кімнатою караулу, звідки воєвода міг спостерігати за пересуванням війська.